# Деревообрабатывающий станок

Шипорезный станок

Де́ревообрабатывающий стано́к — станок, применяемый для механической обработки древесины (пиления, строгания и др.), с помощью режущего инструмента или давления.
На деревообрабатывающих станках из древесного сырья получают пиломатериалы, заготовки и полуфабрикаты (брусья, брёвна, бруски, доски, стружку, шпон и прочее), детали изделий и конструкций (для мебели, вагонов, судов и т. д.), а также готовые изделия в виде одной детали, паркет, детали перекрытия к зданиям, тару, лыжи, детали музыкальных инструментов, канцелярские принадлежности и др.
- Рабочие машины, производящие работу методом давления, называются прессами.
- Рабочие машины, выполняющие рабочие операции без изменения формы, размеров и качества объекта труда, называются просто машинами (сортировочные, пакето-формирующие, транспортирующие и др.).
- Рабочие машины, осуществляющие физико-химическое воздействие на обрабатываемый объект, называются аппаратами.

Рабочая машина представляет собой механизм или сочетание нескольких механизмов, осуществляющих определённые целесообразные движения для выполнения полезной работы.

## Дереворежущие станки
На таких станках различными дереворежущими инструментами с обрабатываемого древесного материала методом резания отделяется стружка с целью получения заготовок, деталей или изделий с заданной формой, размерами и шероховатостью обработанных поверхностей.
Резание древесины выполняется различными методами: пилением, фрезерованием, строганием, сверлением, долблением, точением, лущением и шлифованием. Стружка может быть либо отходом производства, либо продукцией (например, шпон при лущении и строгании, тонкая дощечка при безопилочном резании). Бесстружечное резание происходит при раскалывании (дровокольный станок либо дровоколы), разрезании шпона (ножницы), вырезании штампами (шпонопочиночные станки), дроблении (дробильные и рубительные станки).

### Пиление
Пиление — это процесс деления древесины пилой на объемные недеформированные части путём превращения в стружку объёма древесины между этими частями.
Станки для пиления делятся на два больших класса.

#### Пилорама
Пилорама — станок для продольной распиловки брёвен различных пород древесины на пиломатериалы. В эпоху древности, Средневековья и Нового времени пилорамы приводились в движение в основном водяным колесом.

##### Лесопильная рама
Распиловка осуществляется пилами, собранными (как правило, вертикально) в постав и закреплёнными в пильной рамке с возвратно-поступательным перемещением пильной рамки по направляющим.
Выделяют рамы специального назначения:
- горизонтальные рамы — перемещение пильной рамки происходит в горизонтальном направлении (подходят для распила брёвен ценных пород и для выпиливания ванчесов в фанерном производстве);
- коротышевые рамы — более надёжное закрепление бревна (благодаря восьмивальцовому-прямому механизму подачи);
- тарные рамы — используются в производстве тарных досок (незначительное количество отходов);
- передвижные рамы — подходят для временных цехов (возможна транспортировка без демонтажа).

К достоинствам маховых пилорам относится высокое качество получаемого пиломатериала, большая производительность труда. К недостаткам относится массивность конструкции, высокое энергопотребление, необходимость квалифицированного обслуживания. Поэтому в настоящий момент маховые пилорамы массово вытесняются дисковыми и ленточными пилорамами.

#### Ленточнопильный станок
Предназначены для продольной распиловки бревен на лафеты, доску, шпалу, брус. Распиловка производится вращающейся ленточной пилой путём перемещения бревна закреплённого на движущейся каретке либо перемещения пильного узла по жестко закреплённому бревну. Существуют ЛПС 2 типов: вертикальные и горизонтальные.
К достоинству ленточных пилорам следует отнести относительную простоту конструкции, благодаря которой ленточные станки, как правило, дешевле аналогичных дисковых аналогов. Недостатком данного типа станков является неточная геометрия получаемого пиломатериала, низкий ресурс станков и расходных материалов (ленточных пил).

##### Бревнопильные ленточнопильные станки
Вид станков, применяющийся для распила брёвен, используются на лесоповале, в разный период с приводом от электросети до конного провода.

#### Дисковые пильные станки

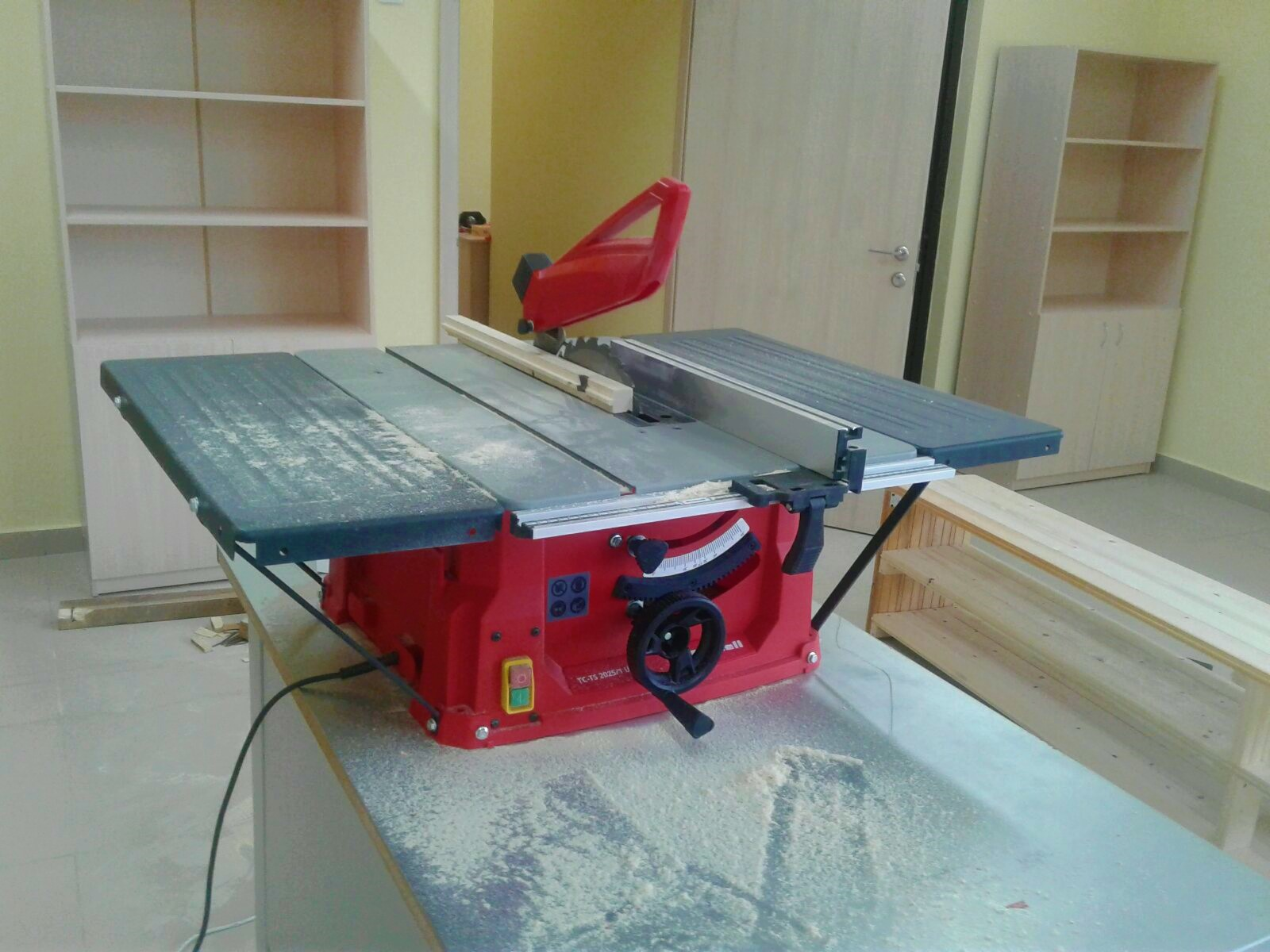
Деревообрабатывающий станок-пилорама в школьной мастерской

Предназначены для продольной распиловки бревен на доску, шпалу, брус. Распиловка производится путём перемещения пилорамы по направляющим относительно неподвижно закреплённого бревна либо перемещением закреплённого на подвижной каретке бревна относительно неподвижного пильного узла. Режущий инструмент — пильный диск с твёрдосплавными напайками. Различают горизонтальные и угловые дисковые пилорамы. В горизонтальных пилорамах пильный узел всегда расположен параллельно земной поверхности, обрабатываемое бревно необходимо кантовать. В угловых дисковых пилорамах имеется возможность поворота пильного узла в положение, перпендикулярное земной поверхности, благодаря чему во многих случаях отпадает необходимость кантования обрабатываемого бревна, повысить процент выхода пиломатериала.
К достоинствам дисковых пилорам следует отнести высокое геометрическое качество получаемого пиломатериала, минимальное по сравнение с другими видами пилорам количество древесных отходов.

#### Шинная пилорама
Пиление неподвижно закреплённого упорами бревна осуществляется передвигающейся по станинам кареткой, в которой закреплен пильный узел, в роли которого выступает бензопила или цепная электропила.
Пилорамы подобного типа предназначены для распила небольшого количества леса-кругляка, обработки нестандартных бревен и получения особого размера заготовок.
Достоинства: не требуют для монтажа большой площади и могут свободно устанавливаться на ограниченном земельном участке. Как правило, унифицированы с распространёнными моделями бензиновых и электрических цепных пил. Недостатки: пилорамы, в основе которых применяется бензопила, требуют большого количества топлива. Низкая производительность труда. Большое количество отходов (опилки).

#### Бревнопильные станки
Станок предназначен для продольной распиловки бревен на двухкантный брус и необрезную доску.

#### Многопильные станки
Предназначен для продольной и прямолинейной распиловки различного лесоматериала.

#### Кромкообрезные станки
Предназначены для выпиливания обрезных досок из необрезных разной ширины.

### Фрезерование
Фрезерование — процесс обработки материала вращающимися лезвиями, в результате которого припуск снимается путём последовательного срезания отдельных серповидных стружек. Различают фрезерование цилиндрическое, коническое, профильное, торцово-коническое. Режущий инструмент: ножевой вал, ножевая головка, насадные фрезы (цельные, сборные, составные), концевые фрезы.
Выделяют следующие типы фрезерных станков

#### Фрезерные станки

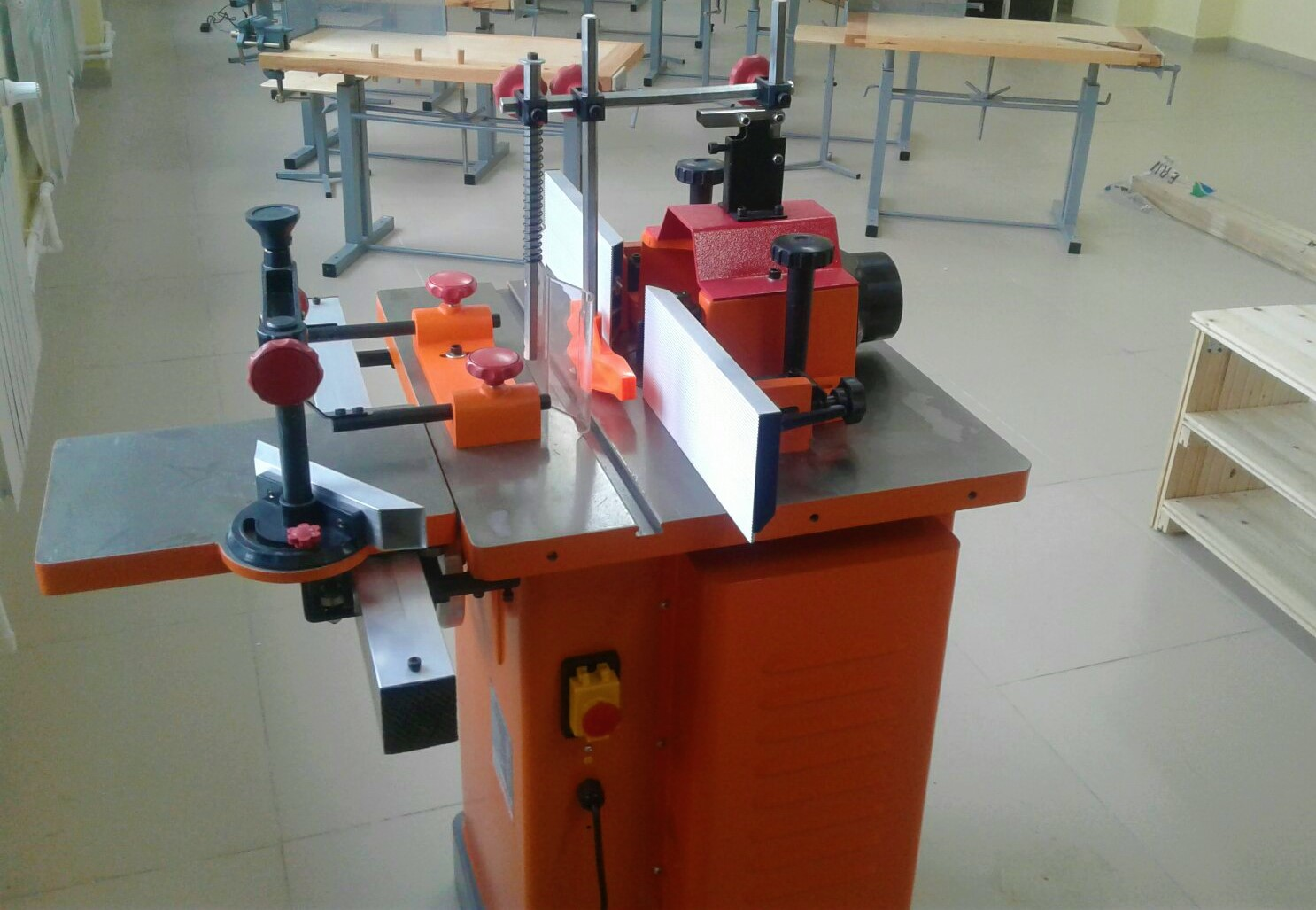
Фрезерный деревообрабатывающий станок в школьной мастерской

Предназначен для выполнения разнообразных фрезерных работ по дереву по направляющим линейкам с ручной подачей (для изготовления половой доски, плинтуса, вагонки, наличника, филёнки и др. погонажных изделий).

#### Фрезерные станки с ЧПУ
Предназначены для высококачественного фрезерования и гравирования поверхностей деталей и заготовок по плоскости (программное обеспечение 2D) и в 3-мерном пространстве (3D фрезерование).
При выборе фрезерного станка с ЧПУ необходимо учитывать следующие параметры:
- перемещение суппорта (x, y, z);
- скорость перемещения суппорта;
- мощность шпинделя;
- крепление заготовки

#### Четырёхсторонние станки
Четырёхсторонние станки — это станки, обрабатывающие древесину сразу с четырёх сторон за один проход. Они позволяют получать на выходе готовый результат в виде половых досок, плинтусов, любой другой готовой продукции с минимальными потерями времени — это главное их достоинство. Такие станки, как правило, обладают высокой скоростью подачи — от 50 м/мин.
При выборе четырёхстороннего станка необходимо учитывать следующие параметры:
- сечение обрабатываемых заготовок;
- скорость подачи;
- установленная мощность;
- масса станка.

### Строгание

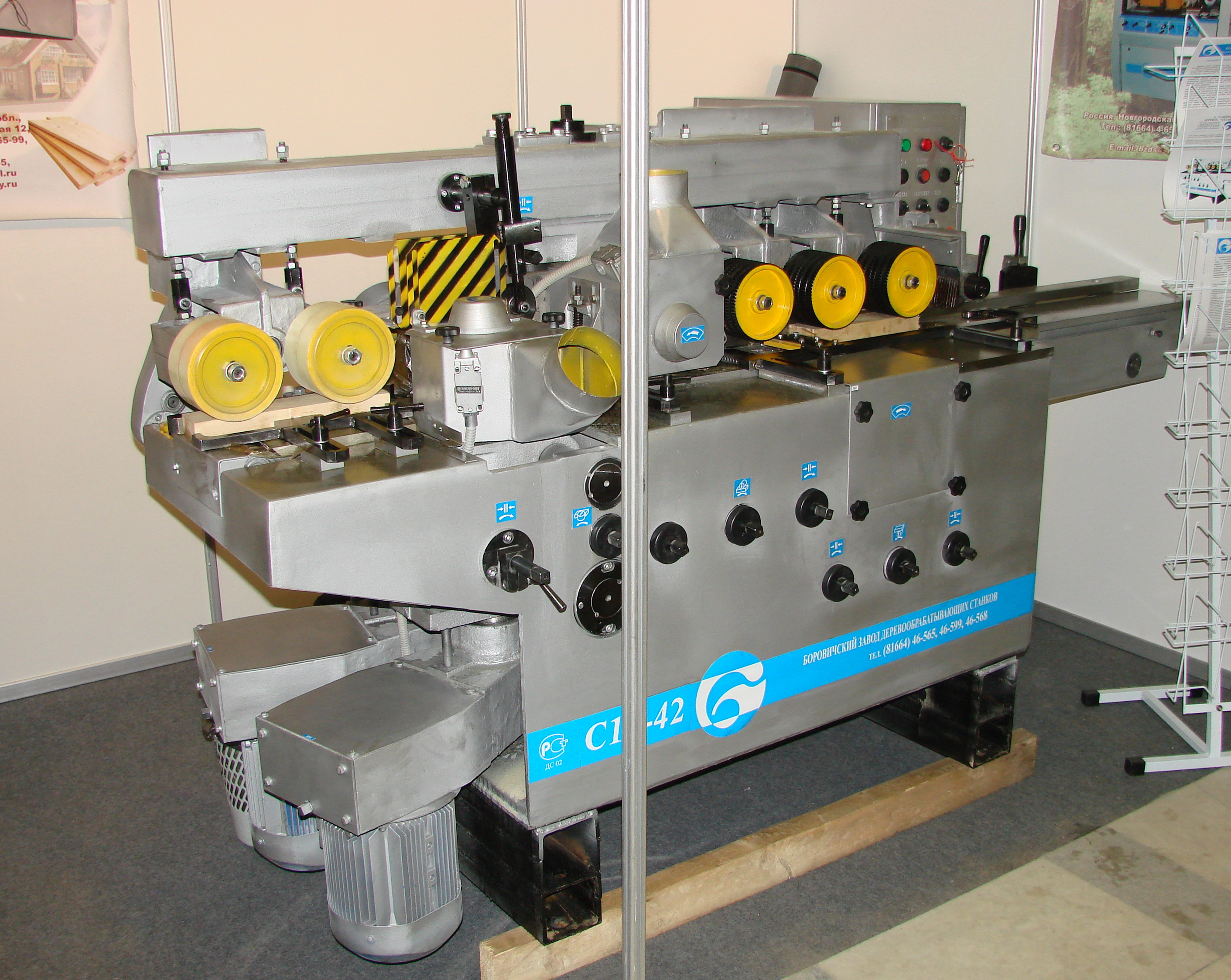
Строгальный станок

Строгание — процесс с прямолинейным поступательным движением резания, при котором плоскость резания, поверхности резания и обработанная совпадают. Строгание производится на строгальных станках, у которых режущие ножи установлены неподвижно (движется заготовка) или совершают возвратно-поступательное движение и срезают стружку продукт (строганого шпона, тарной дощечки и др.)
Выделяют следующие станки для процесса строгания

#### Односторонние рейсмусовые станки

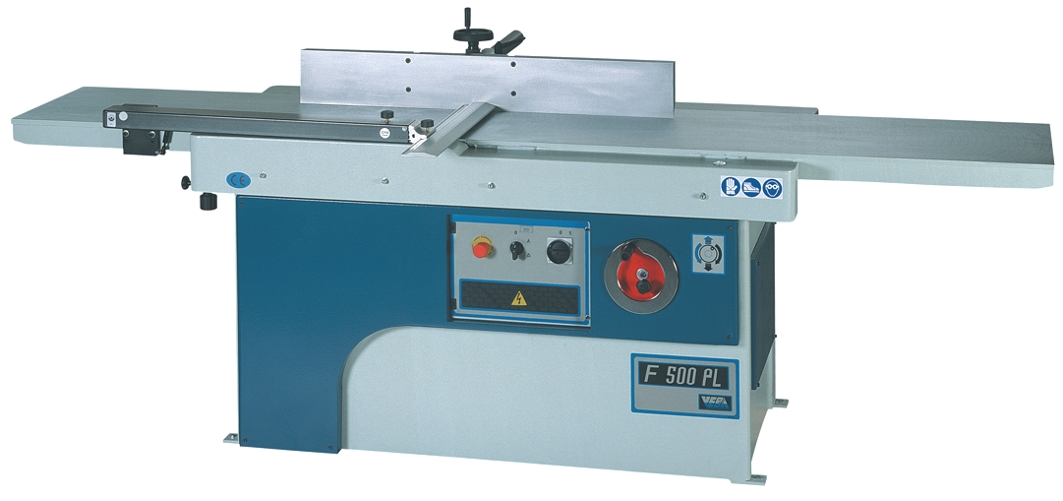
Фуговальный станок

Предназначены для плоского калибрования деталей из массивной древесины, плит на заданную толщину (в размер) деталей.

#### Двусторонние рейсмусовые станки
Станок предназначен для строгания заготовок одновременно с двух сторон для получения заготовок (щита) в заданную толщину.

#### Фуговальные станки
Станок предназначен для снятия фасок под углом и прямолинейного одностороннего строгания изделий из древесины по плоскости.

### Сверлильные и долбежные
Сверление и долбление выполняются специальными свёрлами на сверлильных, сверлильно-пазовальных и долбёжных станках. Долбление обычно производится долбёжным инструментом для образования в древесине отверстий, главным образом для шиповых соединений. В процессе точения стружка равномерной толщины срезается с поверхности вращающегося тела.

### Токарные работы
Токарный станок:
- Токарно-винторезный станок
- Точность токарно-винторезных станков
- Токарно-карусельные
- Лоботокарный станок
- Токарно-револьверный станок
- Автомат продольного точения
- Многошпиндельный токарный автомат
- Токарно-фрезерный обрабатывающий центр
- Токарный станок с ЧПУ

### Лущильные
Лущение представляет собой поперечное срезание непрерывной стружки равномерной толщины с вращающегося чурака при радиальной подаче ножа. Для получения непрерывной стружки без трещин лущение сопровождается обжимом обжимной линейкой, а древесина чурака предварительно гидротермически обрабатывается (пропаривается или проваривается).

### Шлифовальные
Шлифовании древесины представляет собой процесс зачистки обрабатываемой поверхности режущими кромками абразивных зерен шлифовального режущего инструмента. Шлифование осуществляют шлифовальными шкурками на тканевой или бумажной основе, шлифовальными кругами, дисками и т. д.
Выделяют следующие станки для процесса шлифования

#### Кромкошлифовальные станки
Станки предназначены для комбинированного шлифования различных столярных изделий и сложных деталей мебели.

#### Плоскошлифовальные станки
Станки предназначены для комбинированного шлифования сложных деталей мебели и различных столярных изделий.

#### Шлифовальные станки для погонажа
Станки предназначены для трёхстороннего шлифования погонажных изделий с различным профилем, изготовленных из мелкодисперсной фракции дерева, массива или покрыты шпоном.

#### Шлифовальные станки для объектов вращения
Станки предназначены для шлифования токарных изделий (ножек столов, лестничных балясин и. т. д.).

#### Калибровально-шлифовальные станки
Калибровально-шлифовальные станки предназначены для одновременного калибрования и шлифования щитовых поверхностей плит из ДСП, МДФ, массива, шпонированных поверхностей, а также дверных полотен и окон для устранения дефектов сборки.
При выборе калибровально-шлифовального станка необходимо учитывать следующие параметры:
- ширина обработки;
- тип и количество шлифовальных головок;
- установленная мощность.

Калибровально-шлифовальные станки отличаются многообразием видов и конфигураций:
- дисковые;
- ленточные;
- барабанные (цилиндровые);
- бабинные;
- виброшлифовальные;
- полировальные.

Однако наиболее производительными считаются калибровально-шлифовальные станки широколенточные проходного типа и барабанного типа.

### Дробилки
Для дробления используют дробильные станки или рубильные машины роторного и дискового типов с целью получения из кусковых отходов деревообрабатывающих производств (реек, горбылей и т. д.) технологической щепы для целлюлозных предприятий. На таких станках кусковые отходы дробятся ножами, установленными на валу или металлическими планками, закреплёнными на вращающемся роторе станка.
В небольших мастерских обычно используют разнооперационные станки (комбинированные и универсальные). Комбинированные станки имеют несколько установленных на общей станине шпинделей, каждый из которых может работать независимо от других, а универсальные снабжены одним шпинделем, на котором попеременно укрепляют различные инструменты. Отдельную группу составляют многооперационные автоматы и полуавтоматы, агрегатные станки, автоматические линии и станки-комбайны, выполняющие (одновременно или последовательно) несколько операций на обрабатываемой детали. Автоматические линии широко распространены на крупных специализированных предприятиях. Для дереворежущих станков (особенно круглопильных, ленточнопильных, фрезерных, шлифовальных) характерны высокие скорости резания (20—60 м/сек), а иногда 100 м/сек и более. В связи с большими скоростями резания рабочие валы многих типов станков имеют частоту вращения 3—6 тыс. об./мин, а копировально-фрезерных станков — до 30 тыс. об./мин. Станки с возвратно-поступательным движением инструмента (лесопильные рамы, фанерострогальные и некоторые др.) имеют небольшую скорость резания, не превышающую 7—8 м/сек. Подача у дереворежущих станков обычно механическая (до 100 м/мин). Большинство станков снабжено индивидуальными электроприводами мощностью от 0,5 до 200 кВт. На современных станках и автоматических линиях широко используются гидро- и пневмоприводы, фотореле, ток повышенной частоты (100—400 Гц), дистанционное управление.

## Гнутарные прессы
Гнутарные прессы придают древесине требуемую форму путём изгиба без нарушения связи между частицами древесины. В основном такие прессы применяют в изготовлении спинок стульев.

## Сборочные станки
На сборочных станках выполняют работы по соединению отдельных деталей в узлы и изделия. К ним относятся станки для сборки деталей, склеивания, соединения шипами, шурупами, нагелями, гвоздями, скобами и т. д.

## Машины для нанесения клея
Машины для нанесения клея оснащены вальцами, покрытыми резиной, или щёточными, дисковыми, роликовыми или впрыскивающими механизмами.

## Станки для производства мебели
Производство мебели — одна из основных отраслей древесной промышленности. Для изготовления мебели используют специальное мебельное оборудование, которое включает в себя множество видов деревообрабатывающих станков.
Основное оборудование для производства мебели делят на:
- кромкооблицовочные станки;
- форматно-раскроечные станки для производства мебели;
- сверлильно-присадочные.

Оборудование для производства мебели постоянно совершенствуется и модернизируется. В конструкциях используются системы управления на базе новейших технологий. В современных мебельных станках с чпу используется такое программное обеспечение как SmartCNC, Front, ArtSapr, DeskCNC. Это гораздо улучшает качество продукции, которая производится, а также упрощает процесс изготовления.

### Кромкооблицовочные станки
Кромкооблицовочные станки осуществляют облицовку прямолинейных и криволинейных кромок мебельных щитов и заготовок натуральным полосовым или синтетическим рулонным материалом. Приклеивание ведётся при ручной или автоматической подаче заготовки в кромкооблицовочные станки.

### Форматно-раскроечные станки
Предназначены для штучного и пакетного раскроя плитных материалов, в том числе облицованных ламинатом.

### Форматно-раскроечные центры
Форматно-раскроечный центры предназначены для высококачественного пакетного раскроя мебельных щитов, плит МДФ и древесностружечных плит.

### Сверлильно-присадочные станки

#### Одноблочные сверлильно-присадочные станки
Станки предназначены для высокоточного сверления глухих и сквозных отверстий в плоскостях и торцах брусковых деталей и мебельных щитов.

#### Многоблочные сверлильно-присадочные станки
Станки предназначены для сверления технологических и монтажных отверстий в мебельных деталях.

## Отделочные станки
Отделочные станки предназначены для окраски изделий и нанесения на их поверхность декоративных и защитных покрытий, обработки лаковых покрытий (шлифования и полирования). Красители наносятся на станках с вальцами; декоративные, лаковые и защитные покрытия — на специальных лаконаливных машинах, на линиях с применением струйного облива. Для шлифования поверхностей изделий под покрытие лаками служат шлифовальные станки — обычно ленточного типа (многоленточные проходные); поверхности (изделия) полируются на станках вальцового типа, а иногда при помощи тампонов. Наиболее производительны и распространены станки вальцового типа, у которых вальцы собраны из специальных хлопчатобумажных дисков.

## Станки в строительстве
Деревообрабатывающие станки активно применяются при производстве срубов. После выполнения разбревновки возможно полностью автоматическое изготовление деталей сруба из заготовок оцилиндрованного бревна или бруса при помощи станка с ЧПУ.